# Fortingall Yew

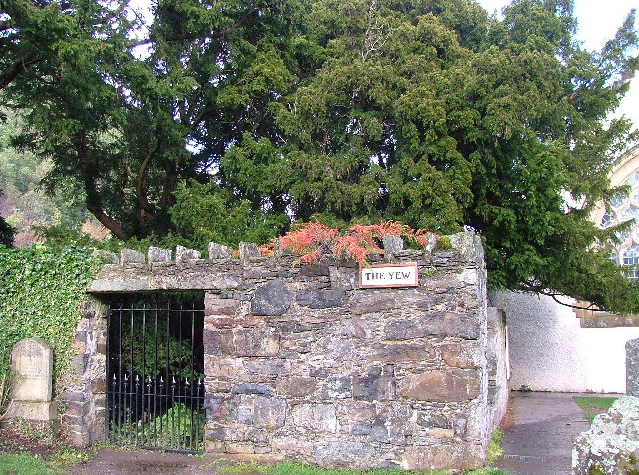
Fortingall Yew (2011)

Die Fortingall Yew (Fortingall-Eibe, Taxus baccata) gilt als ältester Baum Europas und älteste Kirchhofseibe der Welt. Ihr Alter wird auf deutlich über 2000 Jahre geschätzt.
Die Europäische Eibe steht in einem Kirchhof in Fortingall in der schottischen Council Area Perth and Kinross. Der Stamm, der mittlerweile gespalten ist, wurde im späten 18. Jahrhundert mit einem Umfang von 16 Metern gemessen. Aus diesen historischen Messungen und dem seitherigen Zuwachs wurde ein ungefähres Gesamtalter abgeleitet. Die Schätzungen reichen bis etwa 5000 Jahre.
Eiben sind zweihäusig, es gibt also männliche und weibliche Pflanzen. Die Fortingall Yew wurde nach ihren Blüten in der Vergangenheit durchgehend und ausschließlich als männlich eingestuft. Im Oktober 2015 entdeckte ein Botaniker des Royal Botanic Garden Edinburgh jedoch einen Ast, der drei Früchte trug, also auch weibliche Blüten entwickelt hatte. Der Rest des Baumes ist eindeutig weiterhin männlich. Als Ursache werden Veränderungen im Hormonhaushalt angenommen.